# Zofia Grabowska (aktorka)
Zofia Grabowska-Godlewska, secundo voto Wojciechowska (ur. 24 kwietnia 1899 w Wołogdzie, zm. 15 sierpnia 1990 w Warszawie) – polska aktorka teatralna, filmowa i radiowa. Związana głównie ze scenami wileńskimi i warszawskimi.

## Życiorys
Ukończyła Oddział Dramatyczny przy Konserwatorium Muzycznym w Warszawie.
Zaczynała jako aktorka w Teatrze Polskim i Teatrze Lutnia w Wilno. Następnie grała w teatrach Krakowa, Poznania, Łódź. Od 1932 r. do 1939 grała w Teatrze Polskim i Małym w Warszawie. W czasie okupacji niemieckiej była kelnerką w kawiarniach warszawskich "U Aktorek" i "U Elny Gistedt". Po wojnie pracowała najpierw w teatrach łódzkich, później wróciła do Warszawy. Od 1969 r. była aktorką Teatru Narodowego. Była zasłużonym członkiem ZASP-u.
Przeszła na emeryturę 1 stycznia 1970. Została pochowana na Starych Powązkach.

## Życie prywatne
Jej rodzicami byli lekarz, Julian Grabowski i Stefania Grabowska z domu Bobakowska. 8 sierpnia 1928 w Wilnie poślubiła aktora Mariana Godlewskiego. Od czasów II wojny światowej związana była z dziennikarzem Konstantym Wojciechowskim.

## Filmografia
| Rok  | Tytuł                 | Rola                                         |
| ---- | --------------------- | -------------------------------------------- |
| 1931 | Głos serca            | pani Ashmore                                 |
| 1936 | Jego wielka miłość    | aktorka grająca Józefinę w sztuce "Napoleon" |
| 1938 | Za winy niepopełnione | Antoniowa, pokojowa Amelii                   |
| 1939 | Geniusz sceny         | Rachela                                      |
| 1977 | Polskie drogi         | rola nieznana                                |

### Polski dubbing
| Rok  | Tytuł      | Rola                                        |
| ---- | ---------- | ------------------------------------------- |
| 1961 | Kopciuszek | hrabina Tremaine (pierwsza wersja dubbingu) |